# フェリッツァーノ
フェリッツァーノ（伊: Felizzano）は、イタリア共和国ピエモンテ州アレッサンドリア県にある、人口約2,300人の基礎自治体（コムーネ）。

## 地理

### 位置・広がり
| 隣接するコムーネは以下の通り。括弧内のATはアスティ県所属を示す。 - アルタヴィッラ・モンフェッラート - フビーネ・モンフェッラート - マージオ - オヴィーリオ - クアルニェント - クアットルディオ - ソレーロ - ヴィアリージ (AT) |

### 地震分類
イタリアの地震リスク階級 (it) では、4 に分類される
。